# Metamenophra nychia
Metamenophra nychia là một loài bướm đêm trong họ Geometridae.